# Micromoema xiphophora
Micromoema xiphophora är en fiskart som först beskrevs av Jamie E. Thomerson och Donald C.Taphorn 1992.  Micromoema xiphophora ingår i släktet Micromoema och familjen Rivulidae. Inga underarter finns listade i Catalogue of Life.